# Milbitz (Gera)
Milbitz bildet zusammen mit Thieschitz und Rubitz den 5,3 km² großen Ortsteil Milbitz/Thieschitz/Rubitz der Stadt Gera in Thüringen mit 753 Einwohnern (Stand 31. Dezember 2013).

## Geographie
Milbitz liegt im Nordwesten der Stadt Gera an der Weißen Elster.

## Geologie

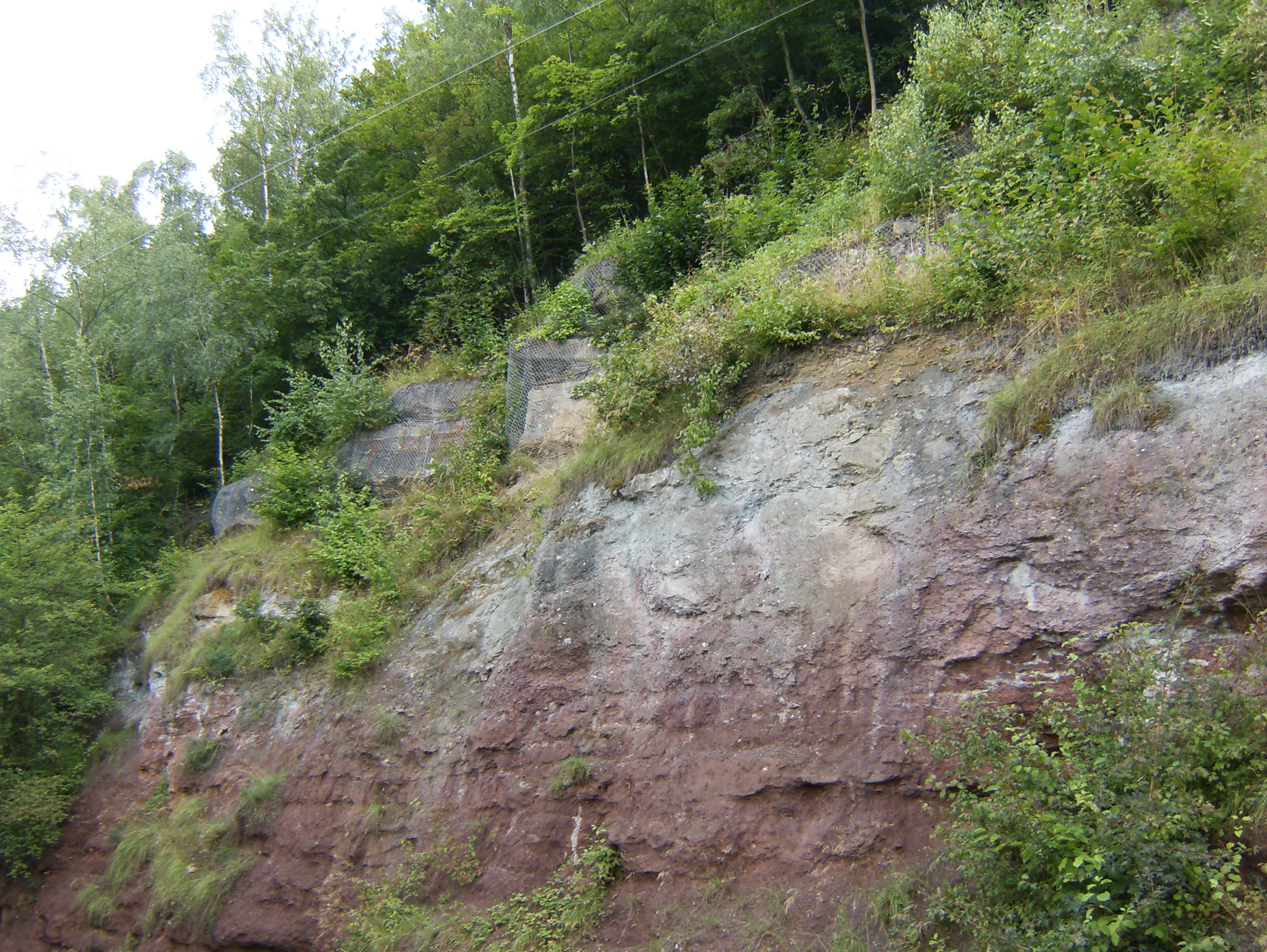
Felsformation an der Schiefergasse

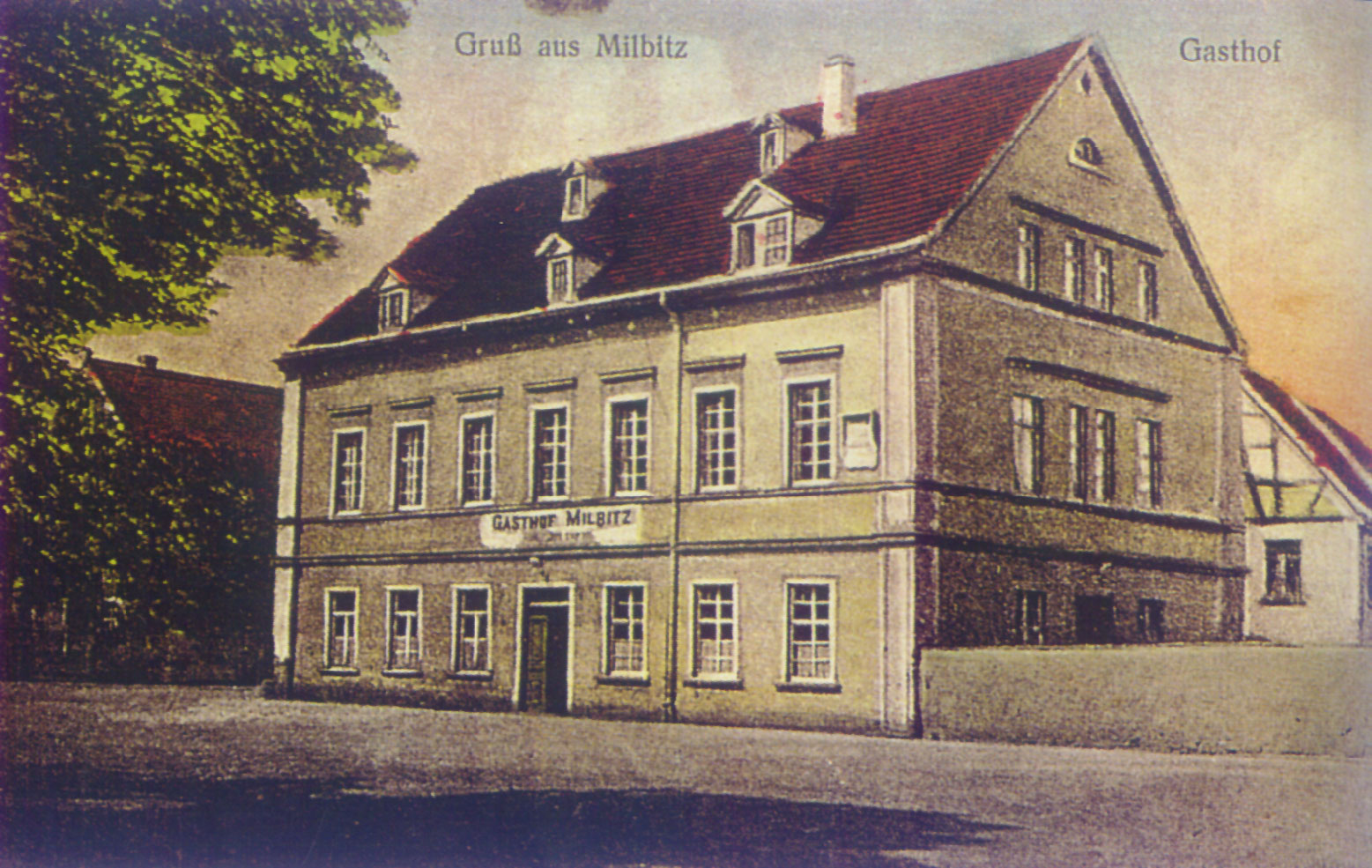
Ehemalige Ausflugsgaststätte Lunapark um 1915

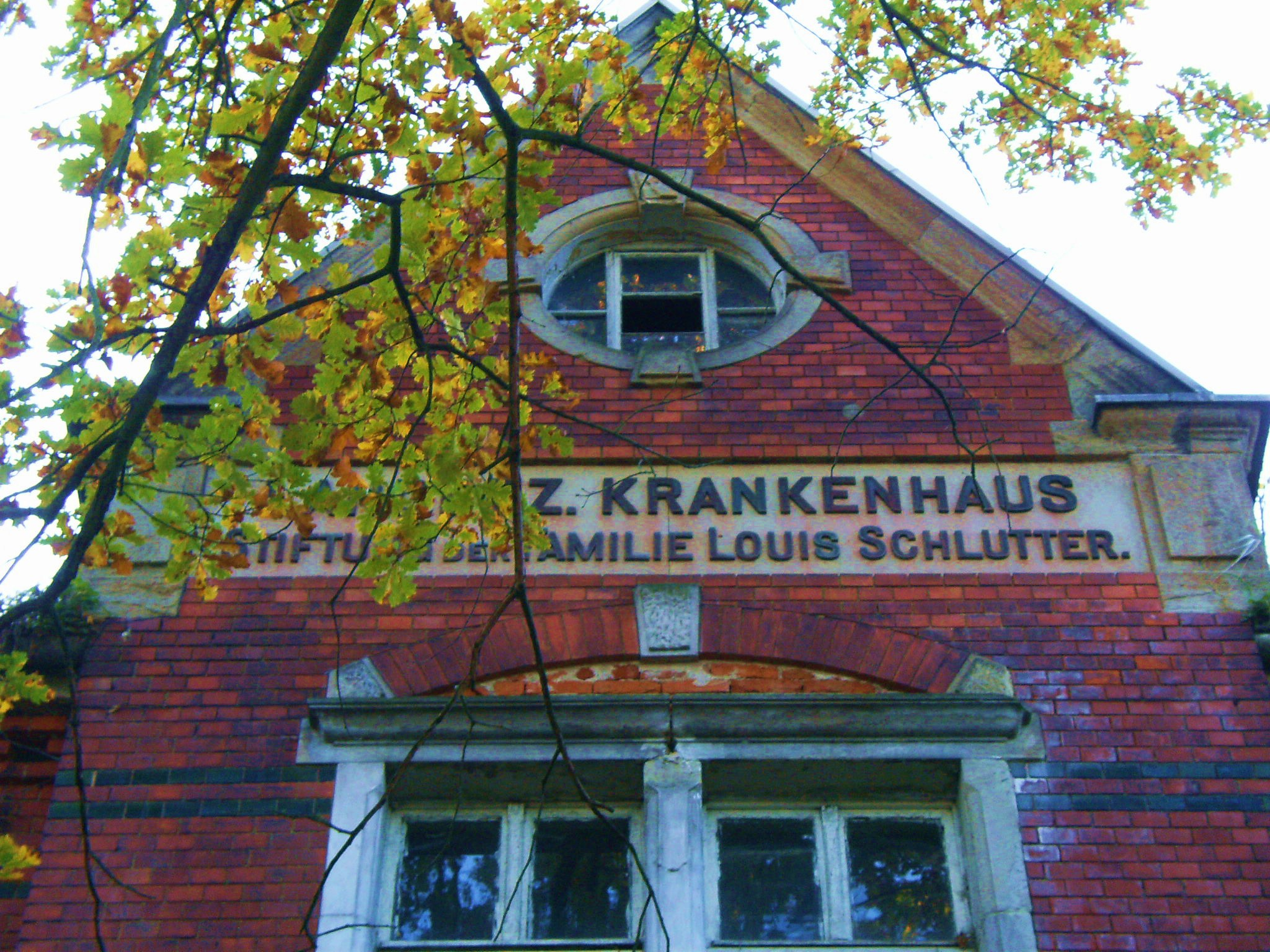
Hauptgebäude der ehemaligen Milbitzer Heilanstalten

Oberhalb der Bahnlinie gelegen befindet sich die sogenannte Schiefergasse, die mit ihren gewaltigen, offen sichtbaren Gesteinsschichtenablagerungen weltweit als geologische Sehenswürdigkeit gilt. Sie zählt zu den bedeutendsten geologischen Aufschlüssen aus dem Perm vor 255 Millionen Jahren, als die Region den Rand des Zechsteinmeeres auf dem ungeteilten Urkontinent Pangaea bildete. Bei der Schiefergasse handelt es sich um ein Profil aus Rotliegendem über Zechsteinkonglomerat und Kupferschiefer bis zur Produktusbank. Erste Beschreibungen stammen ab 1840 vom Thieschitzer Pfarrer Eduard Mackrodt.
In der gleichen Formation befindet sich auch die Kleine Zwerghöhle, gut sichtbar von der Straße in Richtung Gera.

## Geschichte
Für den Namen des Ortes gibt es zwei Erklärungen: die erstere nimmt die Herkunft von Mel (Geröll, Müll) im Sinne der Sedimentablagerungen am Elsterufer an, als zweite kommt die patronymische Herkunft von einem sorbischen Ortsgründer Mil in Frage – demnach Milvice gleich Sippe des Mil.
Erstmals urkundlich erwähnt wurde Milwicz am 12. November 1322: Die Vögte von Gera bestätigten dem Kloster Cronschwitz den Kauf von Äckern in der Gemarkung. 1506 erwarb Bonifatius von Schaurodt das Dorf für 400 rheinische Gulden. Später ging das Dorf Milbitz in die Herrschaft Reuß über, wurde mit seinen damals sieben Hofstellen dem Kammergut in Ernsee fronpflichtig und unterstand im Gegensatz zu den umliegenden Dörfern nicht der Landgerichtsbarkeit, sondern direkt der reußischen Gerichtsbarkeit. Ab 1659 waren die Pferdegüter in Milbitz verpflichtet, Fuhrdienste für die Reußen zu leisten. Zuständiger Pfarr- und Schulort war das benachbarte Thieschitz.

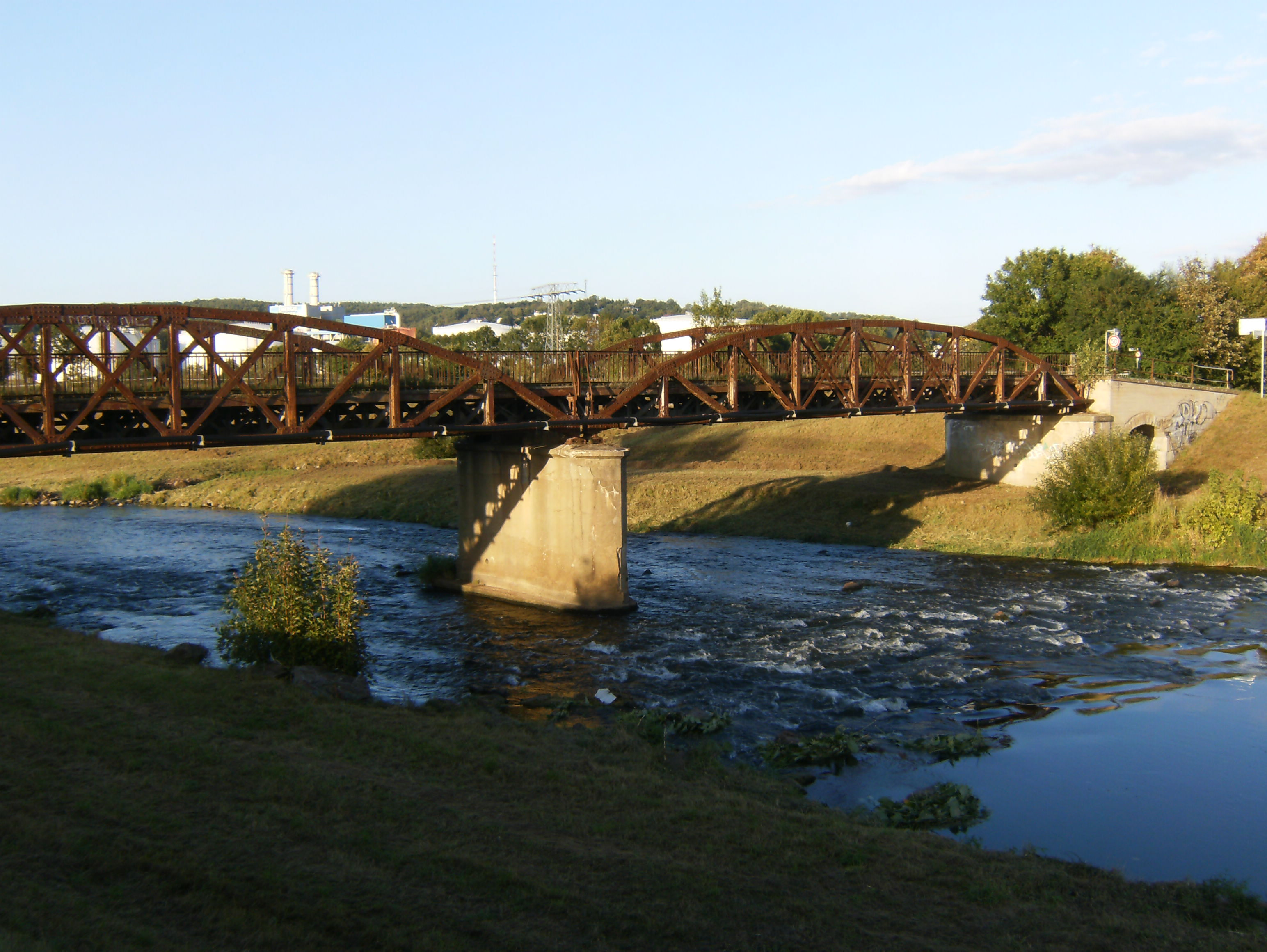
Die alte Franzosenbrücke über die Weiße Elster

1918 wurde oberhalb der Straße von Milbitz nach Untermhaus ein Freilichttheater (Reußisches Waldtheater Heldendank) mit 1.500 Sitzplätzen eingeweiht. Seine Einnahmen kamen zunächst Kriegsblinden zugute. Es musste 1934 aus finanziellen Gründen geschlossen werden, die hölzernen Aufbauten verfielen.
Oberhalb des Ortes im Wald gelegen, wurden am 11. November 1899 die Milbitzer Heilanstalten, eine Stiftung der Geraer Unternehmerfamilie Louis Schlutter, ihrer Bestimmung übergeben. 1927 erweitert, diente das Krankenhaus im Zweiten Weltkrieg als Lazarett und nach 1945 als Standortkrankenhaus der sowjetischen Streitkräfte in Gera. Heute sind die Gebäude ungenutzt und dem Verfall preisgegeben.
Zum Gemarkungsnamen Am Weinberg: In früherer Zeit befanden sich hier die Weingärten der reußischen Herrschaft, deren Bewirtschaftung jedoch über die Jahre eingestellt wurde – wohl aus gutem Grund: Welcher Qualität der Wein hiesiger Provenienz war, deutet Ferdinand Hahn in seiner Geschichte von Gera und seiner Umgegend an: Wächst gut Wein daselbst, wer gern Essig trinkt!
Die Eingemeindung von Milbitz in die Stadt Gera erfolgte zum 1. Januar 1919.
Schwere Schäden im Ort verursachten die Hochwasser von 1954, 1981 und erneut das Hochwasser von 2013.

## Politik
Seit 2001 besteht ein gemeinsamer Ortsteilrat (ehemals Ortschaftsrat) der Ortschaften Milbitz, Thieschitz und Rubitz.
Ortsteilbürgermeister für Milbitz, Thieschitz und Rubitz ist seit September 2013 Norbert Geißler.
Ortsteilbürgermeister
| 2001–2004         | 2004–2009         | 2009–2013         | 2013                  | 2013/2014       | 2014–2019       | 2019–2024       | 2024–2029       |
| ----------------- | ----------------- | ----------------- | --------------------- | --------------- | --------------- | --------------- | --------------- |
| Christine Türpitz | Christine Türpitz | Christine Türpitz | Michael Möbius (amt.) | Norbert Geißler | Norbert Geißler | Norbert Geißler | Norbert Geißler |

Mitglieder des Ortsteilrates
| 2001–2004              | 2004–2009       | 2009–2014                       | 2014–2019      | 2019–2024                                                     | 2024–2029        |
| ---------------------- | --------------- | ------------------------------- | -------------- | ------------------------------------------------------------- | ---------------- |
| Bernd Fehse            | Bernd Fehse     | Bernd Fehse                     | Bernd Fehse    | Bernd Fehse                                                   | Bernd Fehse      |
| Joachim Kühl           | Joachim Kühl    | Norbert Geißler (seit Mai 2012) | Jana Koch      | Jana Hutschenreuter bis 09/2021 / ab 09/2021 Jana Wetzig-Koch | Jana Wetzig-Koch |
| Katrin Lippmann        | Katrin Lippmann | Joachim Kühl                    | Joachim Kühl   | Joachim Kühl bis 10/2023 / ab 10/2023 Ralf Anske              | Katharina Rempke |
| Michael Möbius         | Monika Löther   | Katrin Lippmann (bis Mai 2012)  | Monika Löther  | Monika Löther                                                 | Christian Rost   |
| Christian Steinbrenner | Michael Möbius  | Monika Löther                   | Michael Möbius | Michael Möbius                                                | Michael Möbius   |
| Roland Zschach         | Roland Zschach  | Michael Möbius                  | Roland Zschach | Roland Zschach                                                | Roland Zschach   |
|                        |                 |                                 |                |                                                               |                  |

## Entwicklung der Einwohnerzahl
| Jahr      | 1647 | 1794 | 1864 | 1867 | 1919 | 2003 | 2020 |
| Einwohner | 31   | 47   | 77   | 81   | 349  | 157  | 158  |

## Verkehr
- Der Ort ist unmittelbar an der Bundesautobahn 4 gelegen und erreichbar über die BAB-Anschlussstelle 57 Rüdersdorf. Durch den Ort führt die L 1070.
- Mit dem ÖPNV ist Milbitz erreichbar ab Gera-Untermhaus mit der Buslinie 20 der Verkehrs- und Betriebsgesellschaft Gera.
- Die nächstgelegenen Bahnhöfe befinden sich in Töppeln, Bad Köstritz und Gera (Hauptbahnhof).

- Die Weiße Elster überspannt in Milbitz die Franzosenbrücke: Wohl hatten an dieser Stelle schon in den Napoleonischen Kriegen Soldaten die Weiße Elster überquert; ihr Name beruht jedoch auf dem Fakt, dass ein erster hölzerner Brückenbau von im auf der anderen Elsterseite gelegenen Schloss Tinz untergebrachten französischen Kriegsgefangenen während des  Deutsch-Französischen Krieges 1870/71 errichtet wurde.

Von 1926 bis 2011 zeigte sich die Brücke als grazile Stahlkonstruktion. Diese – ursprünglich Ende des 19. Jahrhunderts als Eisenbahnbrücke bei Zwötzen errichtet – wurde 1926, da der zunehmende Verkehr dort eine größere Brücke verlangte, abgebaut und als Ersatz des baufällig gewordenen Vorgängerbaus zur Elsterquerung bei Milbitz umgesetzt.
Nicht mehr sanierungsfähig wurde diese im Herbst 2011 abgerissen; auf den alten Fundamenten erfolgte ein Ertüchtigungsaufbau. Diese nunmehr dritte Franzosenbrücke wurde am 2. Oktober 2012 für den Verkehr freigegeben.

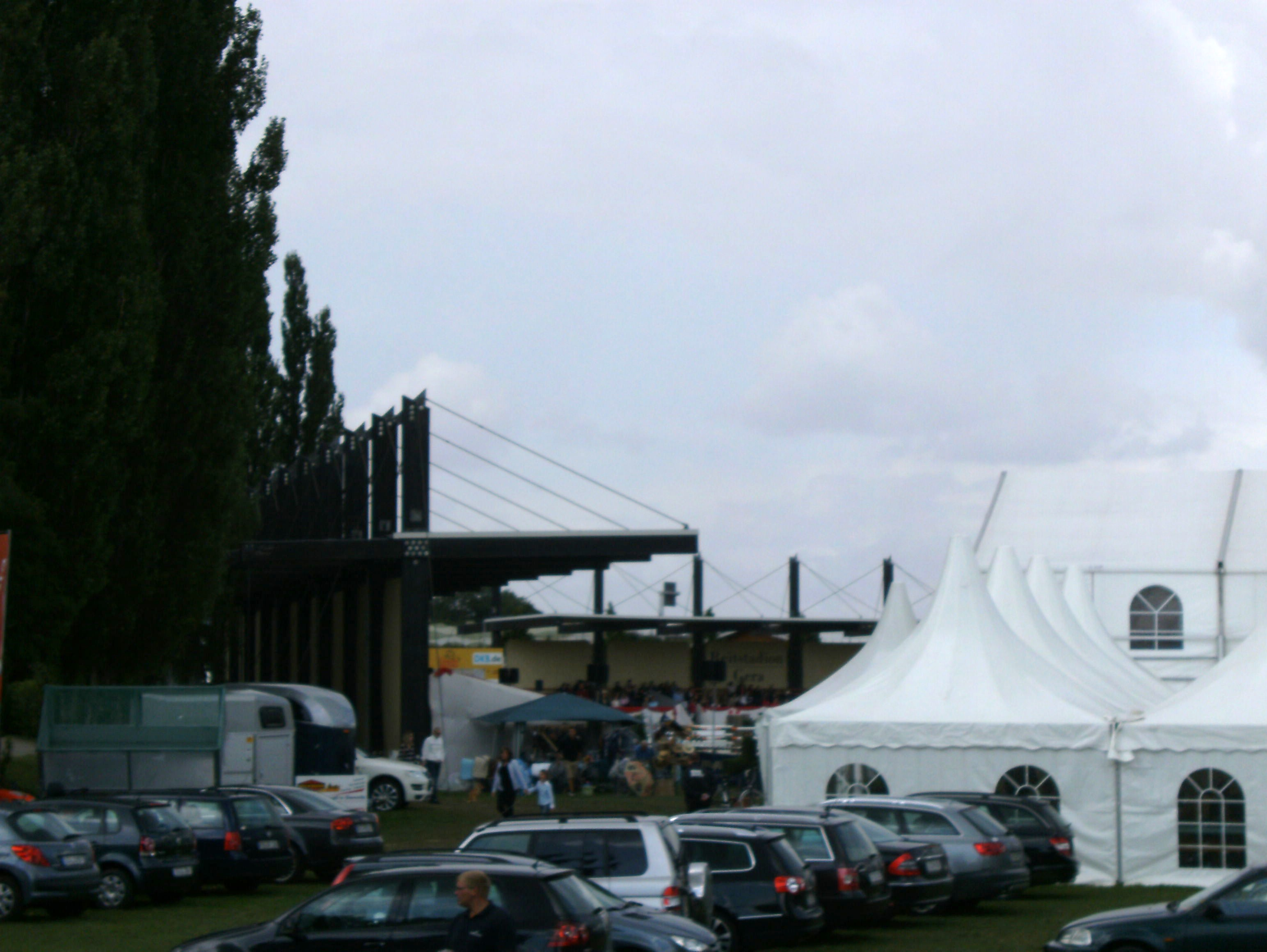
Internationales Reitstadion Gera-Milbitz, Summer Meeting 2009

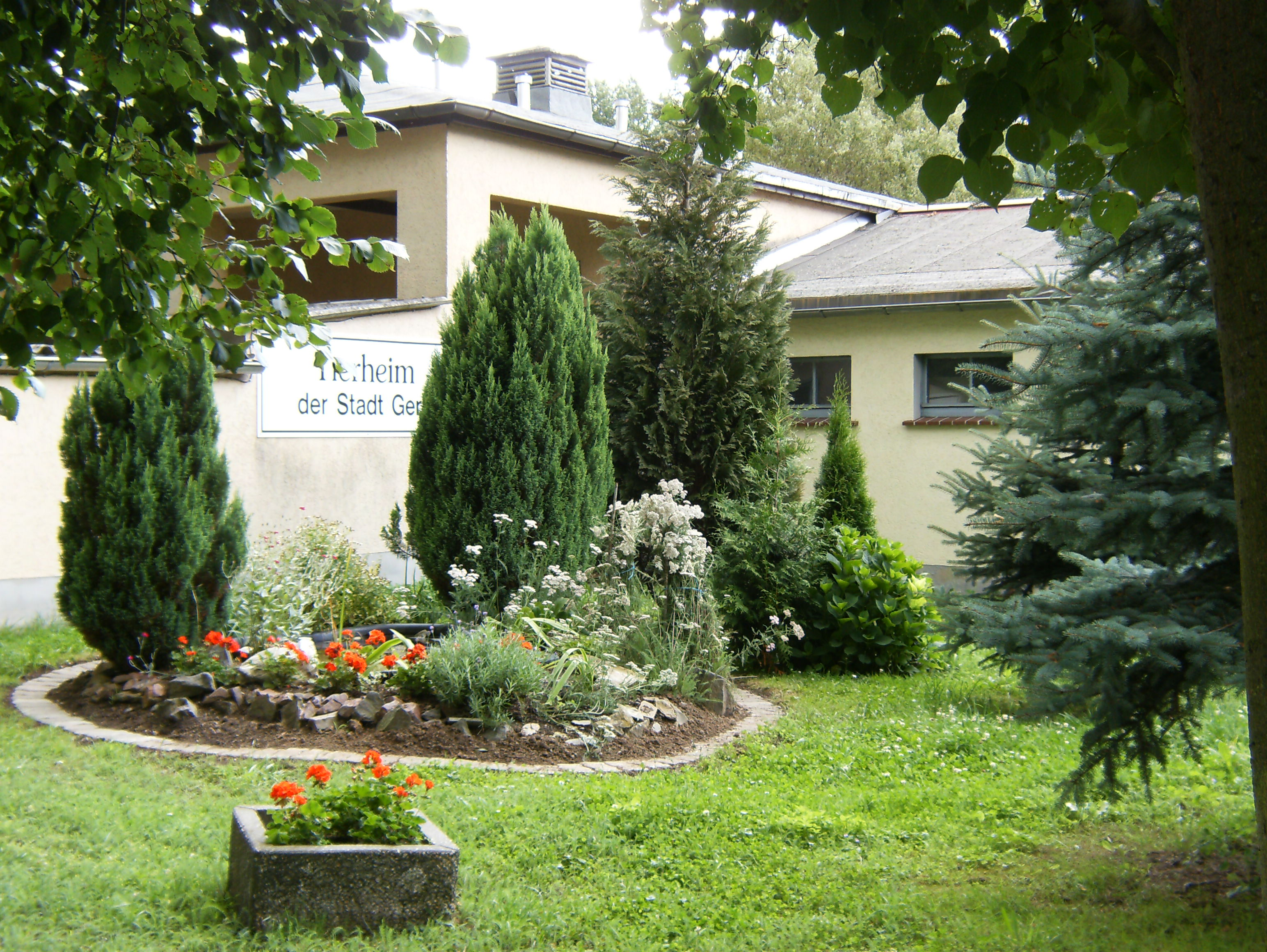
Tierheim der Stadt Gera

## Infrastruktur und Sport
Als eine der herausragenden Sportstätten der Stadt Gera befindet sich in Milbitz das Reitstadion Gera-Milbitz. 1974 eröffnet, wurden im Jahr 2000 die Tribünenanlagen komplett erneuert und um eine weitere Reithalle ergänzt. In den vergangenen Jahren brillierte hier die internationale Reitsportelite bei CHIO-Turnieren, Weltcup-Springen oder den Deutschen Meisterschaften im Spring- und Dressurreiten.
Weiterhin befindet sich in Milbitz das kommunale Tierheim der Stadt Gera.

## Vereine
- Mittelpunkt des Lebens in der Ortschaft ist die Maibaumgesellschaft Milbitz-Thieschitz-Rubitz e. V. Neben zahlreichen anderen Aktivitäten ist der jährliche Höhepunkt das Maibaumsetzen. Ihr Vereinsheim befindet sich im ehemaligen Feuerwehrhaus in Thieschitz.

Weiterhin sind in Milbitz ansässig der
- Hundesportplatz des Vereins für Deutsche Schäferhunde, Sektion Gera und der
- Förderverein Tierheim Gera e. V.

## Bildung
Im Ort gibt es keine Kindereinrichtung und keine allgemeinbildenden Schulen.
Nächstgelegene Kindereinrichtungen sind
- Kindertagesstätte Kinderparadies in Gera-Untermhaus.

Zuständige Grundschule ist die
- Staatliche Grundschule Otto Dix in Gera-Untermhaus.

Nächstgelegene Regelschule ist die
- Staatliche Regelschule Otto Dix Gera-Untermhaus.